# Bogdan Stelea
Bogdan Gheorghe Stelea (Bukarest, 1967. december 15. –) román válogatott labdarúgókapus,edző.

## Pályafutása

### Klubcsapatokban
Pályafutása során nagyon sok csapatban védett, ezek sorrendben a következők voltak: Dinamo București (1986–91), Politehnica Iași (1987 kölcsönben), Mallorca (1991–93), Standard Liège (1993–94), Rapid București (1994), Samsunspor (1994–95), Steaua București (1995–97), Salamanca (1997–2004), Rapid București (2002), Dinamo București (2004–05), Akrátitosz FC (2005), Oțelul Galați (2006), Unirea Urziceni (2006–08), FC Brașov (2008–09).

### A válogatottban
A román válogatottban 1988-ban egy Izrael elleni mérkőzésen mutatkozott be. 
Részt vett az 1996-os és a 2000-es Európa-bajnokságon illetve az 1990-es az 1994-es és az 1998-as világbajnokságon. A nemzeti csapat kapuját 1993. és 2005 között 91 alkalommal védte.

### Válogatott mérkőzései évek szerinti bontásban
| Románia  | Románia    | Románia |
| Év       | Mérkőzések | Gólok   |
| -------- | ---------- | ------- |
| 1988     | 1          | 0       |
| 1989     | 1          | 0       |
| 1990     | 4          | 0       |
| 1991     | 1          | 0       |
| 1992     | 6          | 0       |
| 1993     | 1          | 0       |
| 1994     | 11         | 0       |
| 1995     | 6          | 0       |
| 1996     | 6          | 0       |
| 1997     | 7          | 0       |
| 1998     | 12         | 0       |
| 1999     | 7          | 0       |
| 2000     | 9          | 0       |
| 2001     | 8          | 0       |
| 2002     | 4          | 0       |
| 2003     | 2          | 0       |
| 2004     | 4          | 0       |
| 2005     | 1          | 0       |
| Összesen | 91         | 0       |

### Edzőként
Edzőként 2009. és 2011. között a román válogatottnál volt segédedző. 2012-ben az Astra Giurgiu csapatát irányította, 2013-tól pedig a román U21-es válogatott szövetségi kapitánya

## Sikerei, díjai
Dinamo București
- Román bajnok (2): 1989–90, 1991–92

Steaua București
- Román bajnok (2): 1995–96, 1996–97
- Román kupagyőztes (1): 2001–02

Rapid București
- Román kupagyőztes (1): 2004–05

## Külső hivatkozások
- Bogdan Stelea Archiválva 2015. január 1-i dátummal a Wayback Machine-ben – a FIFA.com honlapján
- Bogdan Stelea – a National-football-teams.com honlapján